# L'Espagnole au tambourin
L'Espagnole au tambourin est un tableau réalisé par le peintre français Henri Matisse en 1909. Cette huile sur toile est le portrait d'une femme espagnole portant un tambourin. Achetée par Sergueï Chtchoukine à la galerie Bernheim-Jeune le 24 mars 1909, à la veille du Salon des indépendants, où elle est exposée, elle demeure la propriété du collectionneur russe jusqu'en 1918. Elle est conservée au musée des Beaux-Arts Pouchkine, à Moscou, depuis 1948.